# Ин-Галль
Ин-Галль (фр. Ingall) — город и коммуна в регионе Агадес, департамент Чирозерин на северо-востоке Нигера, с круглогодичным населением менее 500 человек. Известный своим оазисом и солончаками, Ин-Галль является местом сбора туарегских скотоводов и водабе для празднования фестиваля конец сезона дождей каждого сентября. Во время фестиваля население Ин-Галла вырастает до нескольких тысяч кочевников, чиновников и туристов. По состоянию на 2011 год в коммуне проживало 47 170 человек.
Ин-Галль был остановкой на основных дорогах между столицей Нигера Ниамей (600 км к юго-западу) и шахтерским городом Арли (200 км к северо-востоку, 150 км от границы с Алжиром) или столицей провинции Агадесом (100 км к востоку). В 1970-х годах главная дорога была отремонтирована для транспортировки урана с французских шахт в Арли, но новая дорога обошла Ин-Галль, прекратив его использование в качестве промежуточного пункта. С тех пор его население упало с почти 5000 до менее 500 человек.
Во время восстания туарегов в 1990-х годах Ин-Галль был главным укреплением вооруженных сил Нигера, а когда в 2000 году был заключен мир, старый форт был заброшен.
В регионе распространён язык тасавак.

## Добыча урана
Промышленная добыча урана в этом регионе началась в 1971 году.
В 2004 году канадская корпорация получила государственную лицензию на добычу урана в этом районе. Northwestern Mineral Ventures получила концессии Irhazer и Ingall, каждая размером 2000 км2. Сообщается, что уран будет добываться открытым способом. С 2004 года иностранным компаниям из Китая (более 40%), Канады и Индии было выдано более 100 лицензий на разведку урана в районе Азаваг. С 2007 года китайский горнодобывающий консорциум, лицензия которого охватывает территорию к северу от Ин-Галла, выполнил инфраструктурные работы для нового уранового рудника в Азелике, примерно в 85 км к северу от Ин-Галла. Нигерийские правозащитные, экологические и туарегские группы утверждали, что добыча полезных ископаемых в этом регионе представляет собой угрозу для скудных водных ресурсов, от которых зависят скотоводы. Короткий сезон дождей в районе Азаваг к северу и западу от Ин-Галла делает этот регион северным направлением цикла выпаса крупного рогатого скота и верблюдов отгонного животноводства, когда общины путешествуют далеко на юг в засушливые месяцы, например, в Буркина-Фасо.

## Динозавры
Ин-Галль также известен своими палеонтологическими раскопками, в первую очередь Jobaria tiguidensis и остатками окаменелых лесов, возраст которых составляет 135 миллионов лет.